# Langschnäuziger Speerfisch
Der Langschnäuzige Speerfisch (Tetrapturus pfluegeri) ist ein großer Raubfisch, der im offenen, mittleren Atlantik zwischen 40°N und 35°S, in der Karibik und im Golf von Mexiko vorkommt.

## Merkmale
Der Langschnäuzige Speerfisch ähnelt in seinem äußeren Erscheinungsbild dem Weißen Marlin (Kajikia albida), wird maximal 2,50 Meter lang, bleibt aber für gewöhnlich bei einer Länge von 1,65 bis zwei Metern. Das maximale veröffentlichte Gewicht liegt bei 58 kg, das Durchschnittsgewicht bei 9 bis 36,5 kg. Nur selten werden Einzelexemplare schwerer als 45 kg. Der Körper ist langgestreckt, seitlich stark abgeflacht und mit länglichen, hinten eckigen Schuppen bedeckt, die in zwei bis fünf Spitzen auslaufen. Das Rostrum bildet einen schlanken, langen, im Querschnitt runden „Speer“, der normalerweise gleich lang oder länger als der Kopf ist. Beide Kiefer sowie der Gaumen sind mit kleinen Zähnen besetzt. Kiemenreusenstrahlen fehlen. Rechte und linke Branchiostegalmembranen sind völlig zusammengewachsen. 
Die Brustflossen sind breit, lang und am Ende abgerundet. Ihre Länge beträgt mehr als 18 % der Körperlänge. Die Bauchflossen sind schlank und fast gleich oder geringfügig länger als die Brustflossen. Brust- und Bauchflossen werden beim schnellen Schwimmen angelegt. Für die Bauchflossen sind dafür tiefe Gruben auf der Bauchseite vorhanden. Von den beiden Rückenflossen ist die erste sehr lang und hat vorne eine hohe, abgerundete Spitze, die höher als die Körperhöhe des Fisches ist. Sie fällt danach, bis zum neunten Flossenstrahl steil ab, bleibt aber anschließend auf gleicher Höhe, mit Ausnahme ihres hinteren Endes. Die zweite Rückenflosse ist klein und kurz und steht symmetrisch zur zweiten Afterflosse. Der Schwanzflossenstiel ist abgeflacht, hat an den Seiten je zwei kräftige Kiele und ist auf der Ober- und Unterseite jeweils leicht eingebuchtet.
Der Langschnäuzige Speerfisch hat eine einzelne, gut sichtbare Seitenlinie. Sie verläuft kurvenförmig oberhalb der Brustflossenbasis und dann gerade bis zur Schwanzflossenbasis. Der Anus liegt weit vor dem Beginn der ersten Afterflosse, der Abstand zwischen Anus und Afterflosse entspricht der Höhe der Afterflosse. Die Anzahl der Wirbel liegt bei 24, davon sind 12 Rumpf- und 12 Schwanzwirbel. Die Gonaden sind Y-förmig.
- Flossenformel: Dorsale 1: 44–50; Dorsale 2: 6–7; Anale 1: 12–17, Anale 2: 6–7; Pectorale: 18–21.

Der Langschnäuzige Speerfisch ist auf der Rückenseite blauschwarz, an den Seiten silbrigweiß und bräunlich gescheckt und auf der Bauchseite silbrigweiß gefärbt. Auch beide Rückenflossen sind blauschwarz, die Brustflossen schwarzbraun, manchmal auch grauweiß getönt. Die Bauchflossen sind blauschwarz mit schwarzen Membranen, die erste Afterflosse dunkelblau mit einer silbrigweißen Flossenbasis. Die zweite Afterflosse ist schwarzbraun.

## Lebensweise
Der Langschnäuzige Speerfisch bewohnt den offenen Ozean bis in Tiefen von 200 Meter. Wie andere Speerfische ernährt er sich von pelagischen Fischen und Kalmaren. Bei der Magenuntersuchung von Exemplaren, die vor der Nordostküste Brasiliens gefangen wurden, fand man Lanzenfische, Sardellen, Goldmakrelen und Kalmare.
Wie alle Speerfische laicht der Langschnäuzige Speerfisch pelagisch, ob in Gruppen oder paarweise ist unbekannt. Laichreife Tiere wurden von Januar bis März und von April bis Juni gefangen, im zweiten Jahresquartal aber weniger. In der Karibik und bei den Kapverdischen Inseln aber auch von Oktober bis Dezember. Wahrscheinlich laichen die Weibchen nur ein Mal im Jahr. Eier wurden noch nicht identifiziert, die Larven sind aber bekannt.

## Nutzung
Wie andere Schwertfischartige auch wird der Langschnäuzige Speerfisch von Sportanglern und der kommerziellen Fischerei mit der Angel und mit Langleinen gefangen. Dabei wird er oft mit dem Fächerfisch (Istiophorus platypterus) verwechselt, so dass keine genauen Angaben über die Anzahl der gefangenen Langschnäuzigen Speerfische gemacht werden können.